# Takeaki Tsuchiya
Takeaki Tsuchiya (杉谷 泰造, Tsuchiya Takeaki, né le 18 mai 1970) dans la préfecture de Miyazaki) est un cavalier japonais de concours complet.

## Carrière
Takeaki Tsuchiya vient en Angleterre en 1993 pour devenir davantage professionnel. Il est membre de l'équipe japonaise de concours complet international à partir de 1995.
Aux Jeux olympiques d'été de 1996 à Atlanta, avec Kazuhiro Iwatani, Yoshihiko Kowata et Masaru Fuse, l'équipe est 6e.
Il participe aux Jeux équestres mondiaux de 1998 à Rome et au championnat d'Europe, qualifiant l'équipe du Japon.
Aux Jeux olympiques d'été de 2000 à Sydney, avec Shigeyuki Hosono, Masaru Fuse et Daisuke Kato, l'équipe est éliminée.
Il aide l'équipe japonaise à se qualifier en tant qu'équipe pour les Jeux olympiques de 2012 à Londres en battant l'équipe australienne lors d'un championnat organisé au CCI de Blenheim. Malheureusement, son cheval Jackabee ne peut pas participer aux Jeux en raison d'une fracture.